# Ludwig von Schwarzenfeld
Ludwig von Schwarzenfeld, plným jménem Ludwig Schreitter rytíř von Schwarzenfeld, též uváděn jako Ludwig Josef Schreiter von Schwarzenfeld (25. srpna 1828 Libočany – 25. ledna 1892 Kadaň [uváděno též datum úmrtí 28. ledna 1892]), byl rakouský a český politik německé národnosti, v 2. polovině 19. století poslanec Českého zemského sněmu.

## Biografie
Byl majitelem velkostatku v Kadani a politikem.
V 70. letech 19. století se zapojil do zemské politiky. V doplňovacích volbách roku 1874 byl zvolen na Český zemský sněm za kurii venkovských obcí (obvod Kadaň – Přísečnice – Doupov) místo dosavadního poslance Wenzla Löfflera. Mandát obhájil za týž obvod ve volbách roku 1878. Na sněmu setrval do roku 1881, pak místo něj nastoupil Anton Tausche.
List Kaadner Nachrichten ho ve vydání z 9. února 1892 hodnotil jako pokrokového muže s upřímným a otevřeným charakterem.
Jeho bratr Josef Schreitter von Schwarzenfeld se angažoval během revoluce roku 1848 v Žatci.